# Gazi-Husrev-Beg-Bezistan

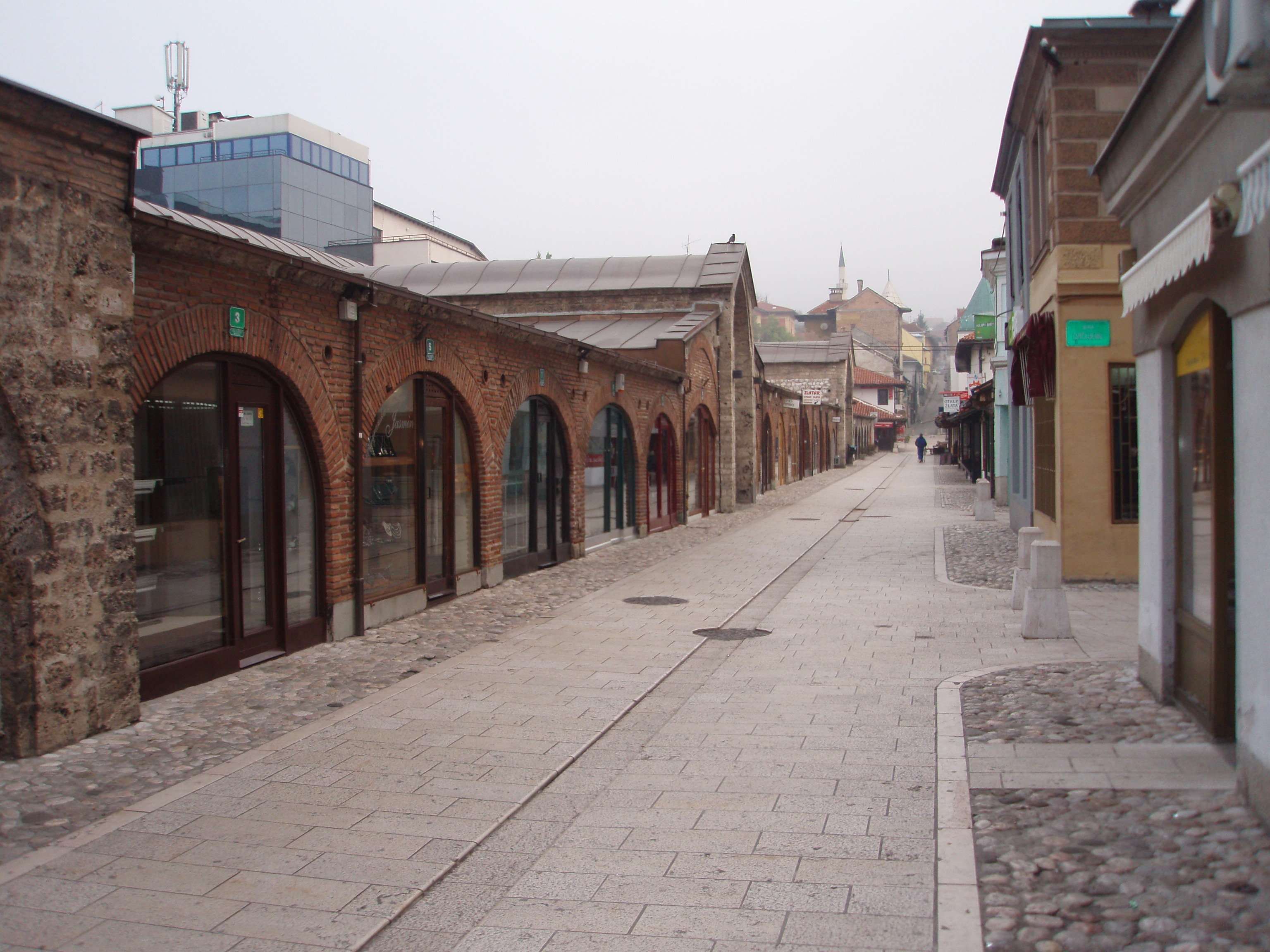
Gazi-Husrev-Beg-Bezistan

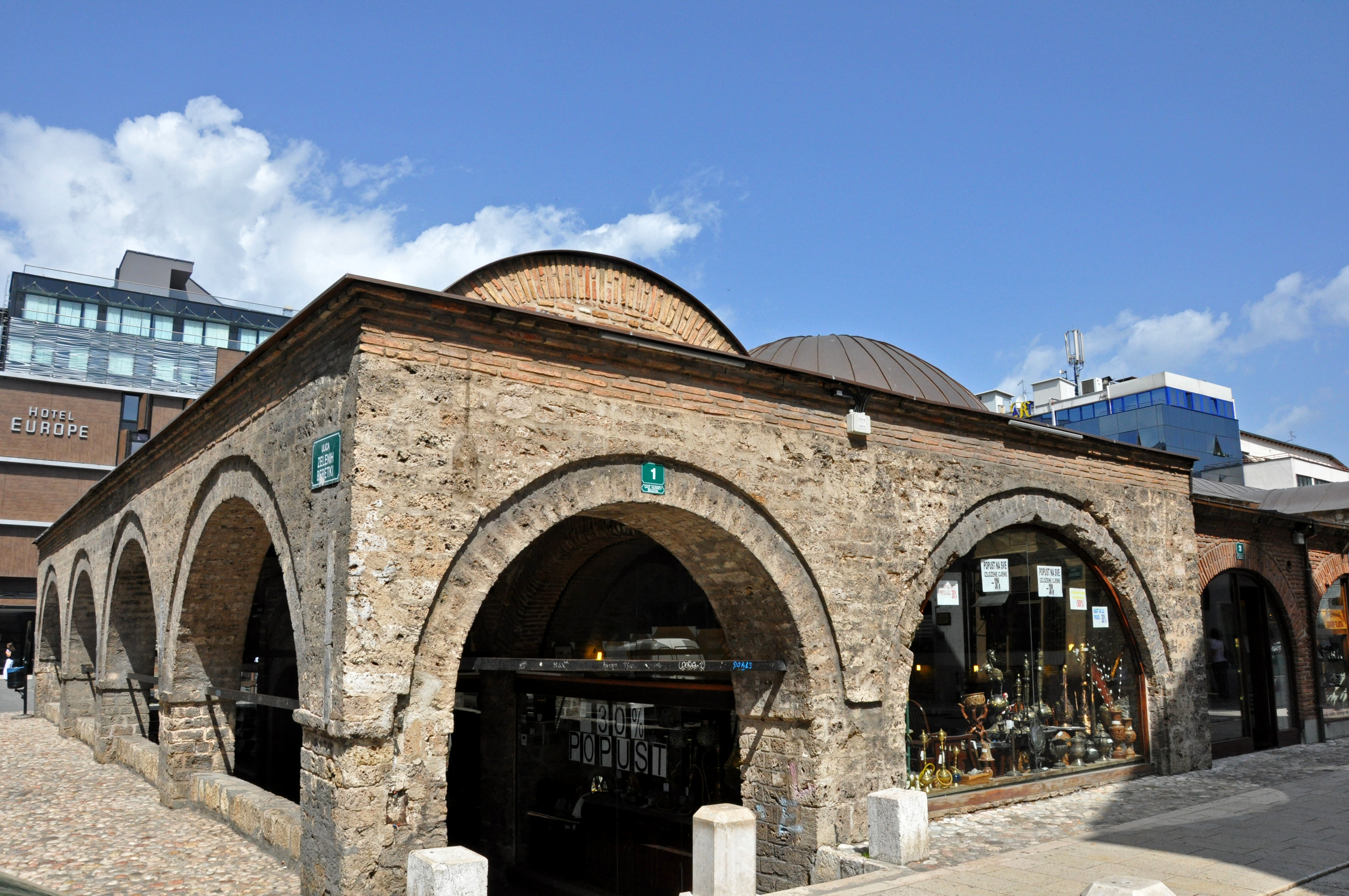
Südvorbau des Bezistans

Der Gazi-Husrev-Beg-Bezistan (bosnisch Gazi Husrev-begov bezistan), auch „Alter Bezistan“ (bosnisch Stari bezistan) und „Großer Bezistan“ (bosnisch Veliki bezistan) genannt, ist eine der am besten erhaltenen Markthallen der osmanischen Zeit in Südosteuropa. Er befindet sich in der Altstadt von Sarajevo in Bosnien und Herzegowina und wurde am 5. September 2006 zum nationalen Denkmal erklärt.

## Lage und Umfeld
Das Basarviertel Baščaršija verdankt seine Entstehung wesentlich dem Sandschak-Beg Bosniens Gazi Husrev Beg, der dieses Amt mehrfach in der ersten Hälfte des 16. Jahrhunderts bekleidete. In dieser mehrere Jahrzehnte andauernden Tätigkeit stiftete er immer wieder Gebäude im Baščaršija-Viertel, die zum Großteil noch heute seinen Namen tragen und über ein Vakuf finanziert wurden – etwa eine Moschee, eine Medrese, ein Hamam oder eine Bibliothek. 
Unter diesen für ein städtisch-muslimisches Leben wichtigen Einrichtungen befanden sich auch ein Bezistan, also eine Markthalle für die Händler, und mehrere Gasthöfe, die deren Übernachtung sicherstellten. Daher entstand die Markthalle westlich der Gazi-Husrev-Beg-Moschee zusammen mit einer Herberge, der Karawanserei Tašlihan, die sich an der Südwestseite des Bezistans befand und anfangs ebenfalls nach Gazi Husrev Beg benannt war. Ein Jahrzehnt nach der Fertigstellung entstand in direkter westlicher Nachbarschaft die Ferhadija-Moschee, um die herum sich dann eine eigene Mahala gleichen Namens bildete. Dieses Nachbarviertel brannte aber im Jahr 1879 nahezu komplett nieder, wobei auch der Tašlihan zerstört wurde. Trotz dieser Reduktion des Gebäudekomplexes erstreckt sich das heutige Gebäude noch immer von der Ferhadija-Straße bis zur Straße Zelenih beretki entlang der Straße Gazi Husrev-begova.

## Geschichte
In den Jahren von 1537 bis 1551 erbauten dalmatinische Baumeister das umfangreiche Gebäude im Auftrag des Gazi Husrev Begs. Die lange Bauzeit erklärt sich aus immer wieder erfolgten Unterbrechungen. Gazi Husrev Beg erlebte die Fertigstellung nicht mehr, da er bereits im Jahr 1541 bei einem Aufstand getötet wurde. Bei den großen Bränden von 1697 und 1879 wurde das Bauwerk jeweils beschädigt. Daher wurde es schon häufiger restauriert, etwa auch in den Jahren 1970 und 1971, als Enver Jahić das Gebäude an die zeitgenössischen Bedürfnisse anpasste.
In einem Bezistan war es üblich, dass einzelne Gewölbe festgeschriebenen Handwerken zustanden, so dass die Händler sich dort mit Waren eindecken konnten. Eine Ausnahme bildet der – zeitgleich im Jahr 1551 entstandene – Brusa Bezistan, der ausschließlich dem Textilhandel vorbehalten war. Im Gazi-Husrev-Beg-Bezistan war es so, dass den Textilhändlern die „inneren“ Läden an der – straßenabgewandten – Westseite und den metallverarbeitenden Handwerken die äußeren Läden an der Ostseite zustanden. Der dritte Besistan des 16. Jahrhunderts in Sarajevo wurde bereits 1842 nach einem Feuerschaden abgerissen. Mit der Markale entstand in der österreichischen Zeit Jahrzehnte später weiter westlich eine neue Markthalle. Im Jahr 1914 gab es Pläne, den Bezistan durch einen großen Palast zu ersetzen, die aber nicht umgesetzt wurden.

## Baubeschreibung

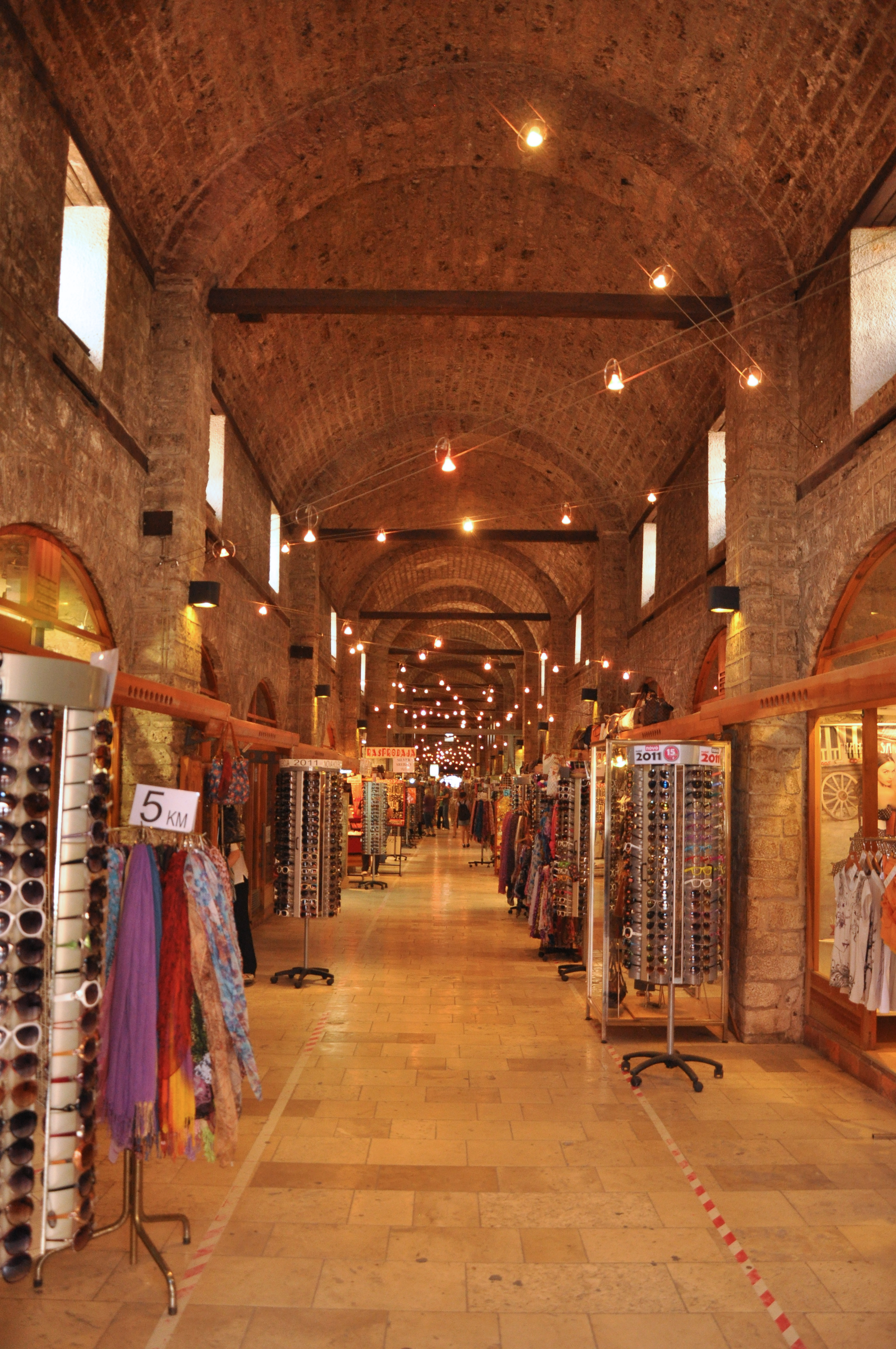
Mittelgang des Bezistan

Das Bauwerk ist 19,5 Meter breit, aber 109 Meter lang, weshalb er auch Dugi bezistan (deutsch Langer Bezistan) genannt wird. Entlang der Gazi-Husrev-Beg-Straße (bosnisch ul. Gazi Husrev-begova) ziehen sich die Geschäfte, von denen jedes östliche eine eigene mit einer Fensterfront verschlossene, rundbogige Arkade mit eigener Hausnummer besitzt, wohingegen die östlichen Geschäfte fensterlos blieben bzw. später vermauert wurden. Ein mittlerer Durchgang, der von Norden nach Süden führt und durch hoch liegende Fenster nur schwach erhellt wird, erschließt innen diese östlichen und westlichen Seitengewölbe, so dass die Läden diesen Gang auch zur Präsentation ihrer Waren nutzen können. Um die Räumlichkeiten aufzuhellen, ist permanente elektrische Beleuchtung notwendig. Heutzutage handelt es sich um feste Läden, wie man sie aus jedem Einkaufszentrum kennt.
Die Eingänge im Norden und an zwei Stellen im Osten sind durch überhöhte spitzbogige Portalbauten hervorgehoben und ragen deutlich über das übrige Dach hinaus, so dass sie wie Querschiffe einer Basilika wirken. In den Bezistan führen Treppen hinab, so dass es dort auch etwas kühler als draußen ist.
Der gesamte Südbereich wurden im Gegensatz zur sonst einheitlichen Baugestalt mit einem rundbogigen Laubengang versehen, der von kleinen Kuppeln bekrönt wird und den Übergang zum Tašlihan ermöglichte. Trotz starker Abweichungen in den Details besteht eine architektonische Verwandtschaft zur Mısır Çarşısı, einer Markthalle in Istanbul. Beide prägt der erhöhte mittlere Durchgang. Hier wie dort war die Karawanserei im rechten Winkel zu dem Bezistan angeordnet. Auch mit der Istanbuler Kapalı Çarşı wird das Basargebäude gelegentlich verglichen.

## Heutige Nutzung
Immer wieder Probleme bereitet die Unterschutzstellung eines noch aktiv genutzten Denkmals, so dass die Denkmalschutzbehörde schon mehrfach Änderungen der ursprünglichen Entscheidung veranlassen musste, etwa im Jahr 2008 oder im Jahr 2007. Die ursprünglich 52 Geschäfte werden über den Mittelgang angebunden, die östlichen besitzen aber auch Schaufenster zur Straße hin. Die heutige Palette der Läden reicht vom Schmuckgeschäft über das Reisebüro bis hin zum Copyshop. Insgesamt soll das Gebäude heute 70 Läden beherbergen. Im Jahr 2021 wurde beklagt, der Basar drohe zu einem Flohmarkt zu werden, da der Durchgang durch Verkaufstische und Stände behindert werde. Daraufhin wurden Maximalabstände vor den Geschäften von einem halben Meter angeordnet.